# Губин, Данила
Данила Губин (XVI век) — посол России, направленный в 1534 году в Ногайскую Орду.
В сведениях, доставленных им Ивану Грозному, говорилось о значительной силе войска казахских правителей, которое победило в сражении за Ташкент. Губин также докладывал о том, что калмыки находятся в зависимости от казахских ханов и Казахское ханство готово отразить возможное нападение со стороны Сибирского ханства.